# George Thoms
George Thoms (* 12. Februarjul. / 24. Februar 1843greg. in Riga; † 2. Novemberjul. / 15. November 1902greg. ebenda) war ein deutsch-baltischer Agrikulturchemiker. Als Leiter einer landwirtschaftlichen Versuchsstation in Riga entwickelte er ein mustergültiges Düngewesen in den baltischen Ostseeprovinzen. Als erster führte er eine systematische Bonitierung der Ackerböden Kurlands und Livlands durch.

## Leben und Wirken
George Thoms, Sohn eines schottischen Kaufmanns, besuchte das Gymnasium in Riga und studierte ab 1864 Landwirtschaft an der Kaiserlichen Universität Dorpat. Hier war er Mitglied der Fraternitas Rigensis.
1866 beendete er seine Studien und arbeitete für je ein Semester in den chemischen Laboratorien der Universität Heidelberg und der Universität Bonn. 1868 reiste er nach Nordamerika und gründete gemeinsam mit zwei jungen Chemikern in Texas eine Fabrik für Fleischextrakte, die jedoch durch Feuer vernichtet wurde. Zeitweise war er als Apotheker tätig. Das Heimweh trieb ihn 1871 wieder nach Riga zurück.
1872 wurde Thoms zum Leiter der „Landwirthschaftlich-chemischen Versuchs- und Samen-Controll-Station am Polytechnikum zu Riga“ ernannt. 1873 erhielt er die Dozentur für Agrikulturchemie und 1878 wurde er zum Professor ernannt. Die akademischen Grade eines Magisters und eins Doktors der Landwirtschaft hatte er zwischenzeitlich an der Universität Dorpat erworben.
Seit 1872 widmete Thoms seine ganze Arbeitskraft dem weiteren Ausbau der von ihm geleiteten Versuchsstation. Sie entwickelte sich zu einem integrierenden Zentrum landwirtschaftlicher Versuchstätigkeit in den baltischen Ostseeprovinzen. Experimente über die optimale Anwendung von mineralischen Düngemitteln im Ackerbau standen dabei im Vordergrund. Mit ausführlichen Tätigkeitsberichten über diese Versuche, Beiträge in Fachzeitschriften und durch mehrere eigenständige Schriften hat er wegweisend aktuelles agrikulturchemisches Wissen in die landwirtschaftliche Praxis hineingetragen.
Über zwei Jahrzehnte arbeitete Thoms an dem Vorhaben, die Ackerböden in den russischen Ostseeprovinzen Livland und Kurland zu bonitieren. Die Ergebnisse dieses Unternehmens hat er in einem dreibändigen Werk unter dem Titel Zur Werthschätzung der Ackererden auf naturwissenschaftlich-statistischer Grundlage in den Jahren 1888, 1893 und 1900 veröffentlicht. Diese erstmals durchgeführte systematische Bonitierung einer so großen Region unter bodenkundlichen und klimatischen Aspekten gilt als sein eigentliches Lebenswerk. Im Jahr 1895 wurde er zum Mitglied der Leopoldina gewählt.

## Wichtigste Publikationen
- Über Dünger-Controle. Vortrag gehalten am 15. Mai 1878 in der 96. Sitzung der gemeinnützigen und landwirthschaftlichen Gesellschaft Süd-Livlands. Deubner, Riga 1878.
- Die künstlichen Düngemittel. Anleitung zum Gebrauche derselben in den Ostseeprovinzen, nebst Bericht über die Ergebnisse der Dünger-Controle 1879 und 1880 und zwei Abhandlungen: 1. Treiben wir Raubbau mit Anwendung der künstlichen Düngemittel?  2. Bemerkungen zu einheimischen Düngungsversuchen. Stieda, Riga und Dorpat 1881.
- Zur Werthschätzung der Ackererden auf naturwissenschaftlich-statistischer Grundlage. 3 Mitteilungs-Bände. Riga 1888; 1893; 1900. – Zusammenfassender Beitrag über dieses Werk in: Journal für Landwirtschaft Jg. 44, 1896, S. 311–332.